# Xã Waltz, Quận Wabash, Indiana
Xã Waltz (tiếng Anh: Waltz Township) là một xã thuộc quận Wabash, tiểu bang Indiana, Hoa Kỳ. Năm 2010, dân số của xã này là 1.287 người.